# Humburi Senni
Humburi Senni (auch Hombori Songhay) ist eine in Burkina Faso von ca. 125.000 (Stand 1999) und in Mali von ca. 15.000 (Stand 1999) Menschen gesprochene Songhai-Sprache. 
Ihr Verbreitungsgebiet ist eine Sprachinsel um die zwischen Gao und Mopti gelegene Stadt Hombori.